# Ruta Estatal de California 25
La Ruta Estatal de California 25, y abreviada SR 25 (en inglés: California State Route 25) es una carretera estatal estadounidense ubicada en el estado de California. La carretera inicia en el Sur desde la SR 198     cerca de Priest Valley hacia el Norte en la US 101     en Gilroy. La carretera tiene una longitud de 120,1 km (74.632 mi).

## Mantenimiento
Al igual que las autopistas interestatales, y las rutas federales y el resto de carreteras estatales, la Ruta Estatal de California 25 es administrada y mantenida por el Departamento de Transporte de California por sus siglas en inglés Caltrans.

## Cruces
La Ruta Estatal de California 25 es atravesada principalmente por la  SR 146  SR 156   cerca de Pinnacles y Hollister.
| Condado | Localidad | Miliario     | Destinos                                                      | Notas                                      |
| --- | --------- | ------------ | ------------------------------------------------------------- | ------------------------------------------ |
| Monterrey MON 0.00-11.75                                                                                                  |           | 0.00         | SR 198 – Coalinga, San Lucas                                  |                                            |
| San Benito SBT 0.00-60.08                                                                                                 |           | 21.47        | SR 146 – Pinnacles National Monument                          |                                            |
| San Benito SBT 0.00-60.08                                                                                                 | Paicines  | 39.53        | CR J1 (Panoche Road) – Panoche, Idria                         |                                            |
| San Benito SBT 0.00-60.08                                                                                                 | Hollister | 49.95        | Tres Pinos Road, Sunnyslope Road                              | Tres Pinos Road fue la antigua SR 25 norte |
| San Benito SBT 0.00-60.08                                                                                                 | Hollister | L52.23 51.45 | · SR-Bus 156 (San Felipe Road) – Los Baños, San Juan Bautista | Antigua SR 25 sur / SR 156                 |
| San Benito SBT 0.00-60.08                                                                                                 |           | 54.05        | SR 156 – Los Baños, San Juan Bautista                         |                                            |
| Santa Clara SCL 0.00-2.56                                                                                                 |           | 2.56         | US 101 – Gilroy, Salinas                                      | Interchange                                |
| 1.000 mi = 1.609 km; 1.000 km = 0.621 mi Cerrada/Antigua • Terminal concurrente • Acceso incompleto • Propuesta/Sin abrir |           |              |                                                               |                                            |